# Catarata El Tirol
La catarata El Tirol es una catarata en Perú que se encuentra en la provincia de Chanchamayo en el departamento de Junín, a pocos kilómetros de San Ramón. La catarata tiene una altura de 30 metros rodeada de vegetación. El recorrido dura aproximadamente 40 minutos.
Forma parte de la quebrada Tirol. Se encuentra a una altitud de 814 m s. n. m.
Consta de 3 caídas de aguas alcanzado un ancho de 7 metros  que cae en una poza de 1 metro de profundidad. La temperatura es de 21 °.